# Daniel Ytterbom
Daniel Ytterbom, född 18 september 1976, är en svensk före detta fotbollsspelare. Han är främst känd för att ha representerat Gefle IF i Allsvenskan 2005–2007.

## Spelarkarriär
Ytterbom var länge Gefle IF trogen och var med då föreningen säkrade en plats i Allsvenskan 2005. Det var första gången sedan 1980-talet som klubben skulle komma att spela i den högsta serien. Ytterbom gjorde sex mål i Superettan 2004, var avancemanget till Allsvenskan säkrades. Inför allsvenskans start 2005 uppmärksammades Gefle för deras stomme med många lojala spelare som länge representerat klubben, där Ytterbom var en av dem. Han bildade under denna tid ofta anfallspar med den något mer målfarlige Daniel "Sulan" Westlin.
I början av Allsvenskan 2005 uppmärksammades Ytterbom för bra spel. Formen avtog dock, trots att han startat alla matcher för Gefle under säsongen hade Ytterbom halvvägs in i den bara gjort ett mål, vilket var mot Djurgården i den femte spelomgången. Ytterbom gjorde sitt andra mål för säsongen, tillika det sista, mot Malmö FF i Allsvenskans näst sista omgång.
Ytterbom gjorde mål i de två första omgångarna av Allsvenskan 2006. I premiären mot AIK överlistade han den hemvändande förre landslagskaptenen Johan Mjällby och gjorde Gefles ledningsmål. Matchen slutade 2–2. I Gefles hemmapremiär i omgången därpå, mot Kalmar FF i en match som även den slutade 2–2, gjorde Ytterbom på nytt matchens första mål. I maj kritiserade journalisten Peter Wennman Gefles tränare Pelle Olsson för sitt orubbliga förtroende för Ytterbom, Wennman beskrev Ytterbom som "ett lik i lasten som förstör och bromsar upp hela Gefles anfallsspel, eftersom han misslyckas med precis allting." Ytterbom gjorde inte fler mål under säsongen och speltiden minskade så småningom. Han medverkade i 19 allsvenska matcher varav 11 från start.
Under säsongen 2007 fick Ytterbom ytterst lite speltid, delvis på grund av att den nye anfallskonkurrenten Johan Oremo gjorde en succéartad debutsäsong. Ytterbom avslutade sin professionella fotbollskarriär efter säsongen och började spela för Sjötulls BK i division 4. Han var 2013 spelande tränare i Strömsbro IF. 2016 var han vd för två olika industriföretag i Gävle.